# Station Malbork Kałdowo
Station Malbork Kałdowo is een spoorwegstation in de Poolse plaats Malbork.